# 德国护照
德國護照（德語：Reisepass）是发给德国国民的国际旅行证件。德国护照是除了德国身份证和德国紧急旅行证件外唯一官方认可的身份证明文件，德国（和大多数欧盟国家）当局接受其作为德国公民的身份证明。除了作为身份和德国国籍的证明，它们有助于确保在国外受到威胁的德国公民，得到德国领事官员（德国领事机构不存在的情况下，為其他欧盟成员国的外交代表机构）的援助。德国护照的有效期为10年（24岁以上）或6年（23岁以下）。作為歐盟成員國之一，德國護照持有人可於歐盟、歐洲經濟區及瑞士範圍內自由遷徙。
所有德國護照均由德國聯邦外交部簽發，並委託國營的德國聯邦印鈔公司印製空白護照本。
德国允许本国公民持有数本德国护照（两至三本，在极端情况下可达十本），以规避某些旅行限制（例如一些阿拉伯国家如科威特、黎巴嫩、沙特阿拉伯、叙利亚不允许盖有以色列印章的护照入境）。然而，这些额外的护照的有效期最多为六年。

## 歷史

### 早期護照
德國最早的護照，早於1867年10月12日已經開始發行。然而，到了第一次世界大戰之後，早期德國護照的發行才得到規範。自1923年起，以往未按規範發行的護照全部失效。
而首部規範德國護照發行的法律──《護照條例》，於1924年6月4日開始生效，有關規範可概括為數項：
- 德國護照標準大小為15.5cm⨉10.5cm[4]
- 廢除出境簽證度
- 護照分為普通、公務（綠色）及外交三種，當中外交護照並非本式設計
- 普通護照有效期為2年
- 護照申請費為5 RM[5]

此外，當時不合資格申請德國護照的居民（主要是持有南森護照的東歐難民），則需於出境旅行前申領「身份證」（實際上是簽證身份書），申請費為10 RM。
受1930年代初大蕭條影響，導致貨幣貶值，當時的德國政府決定實行外匯管制。為防止白銀外流，公民出境管制政策於1930年代再度實施。

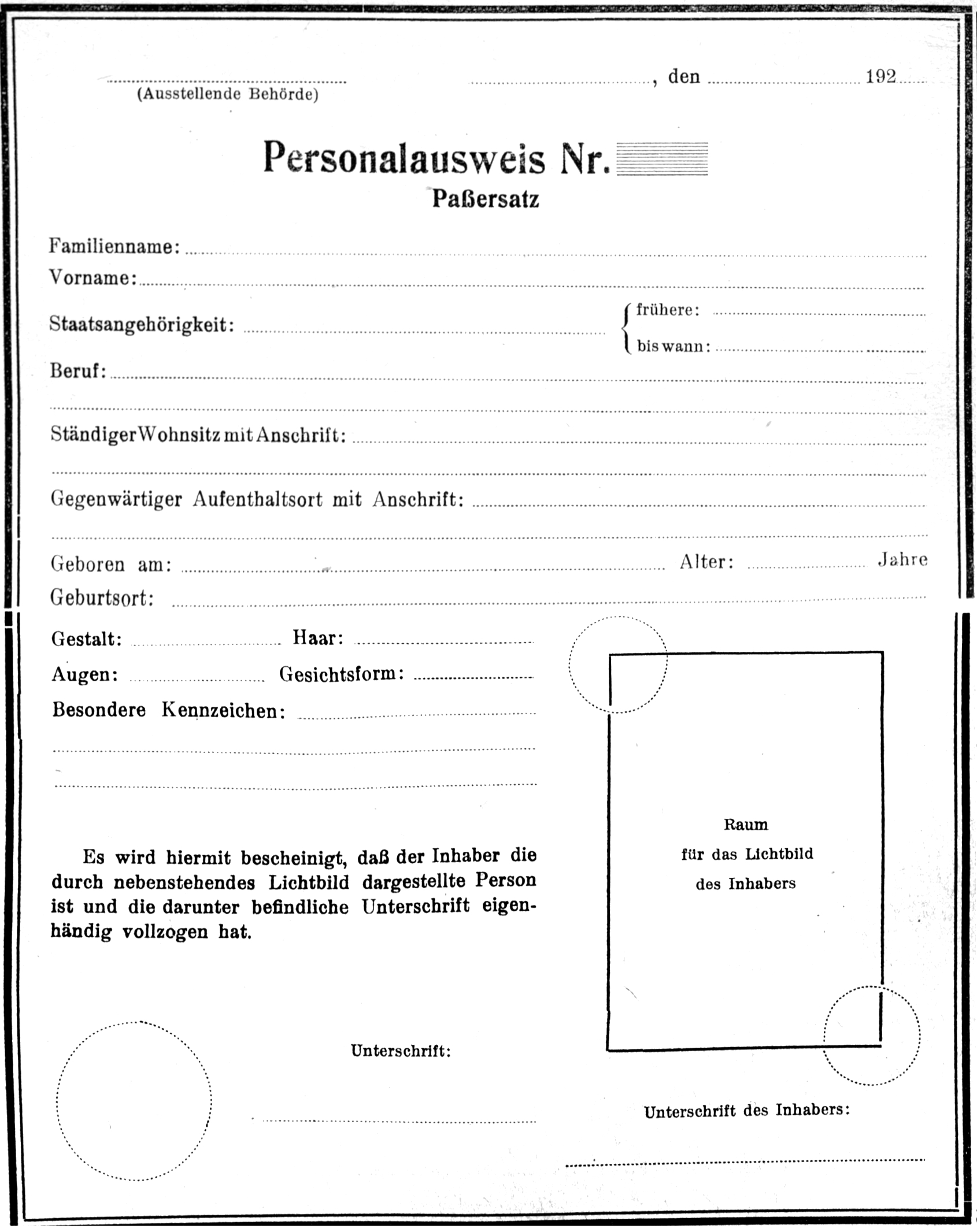
1922年的德國護照
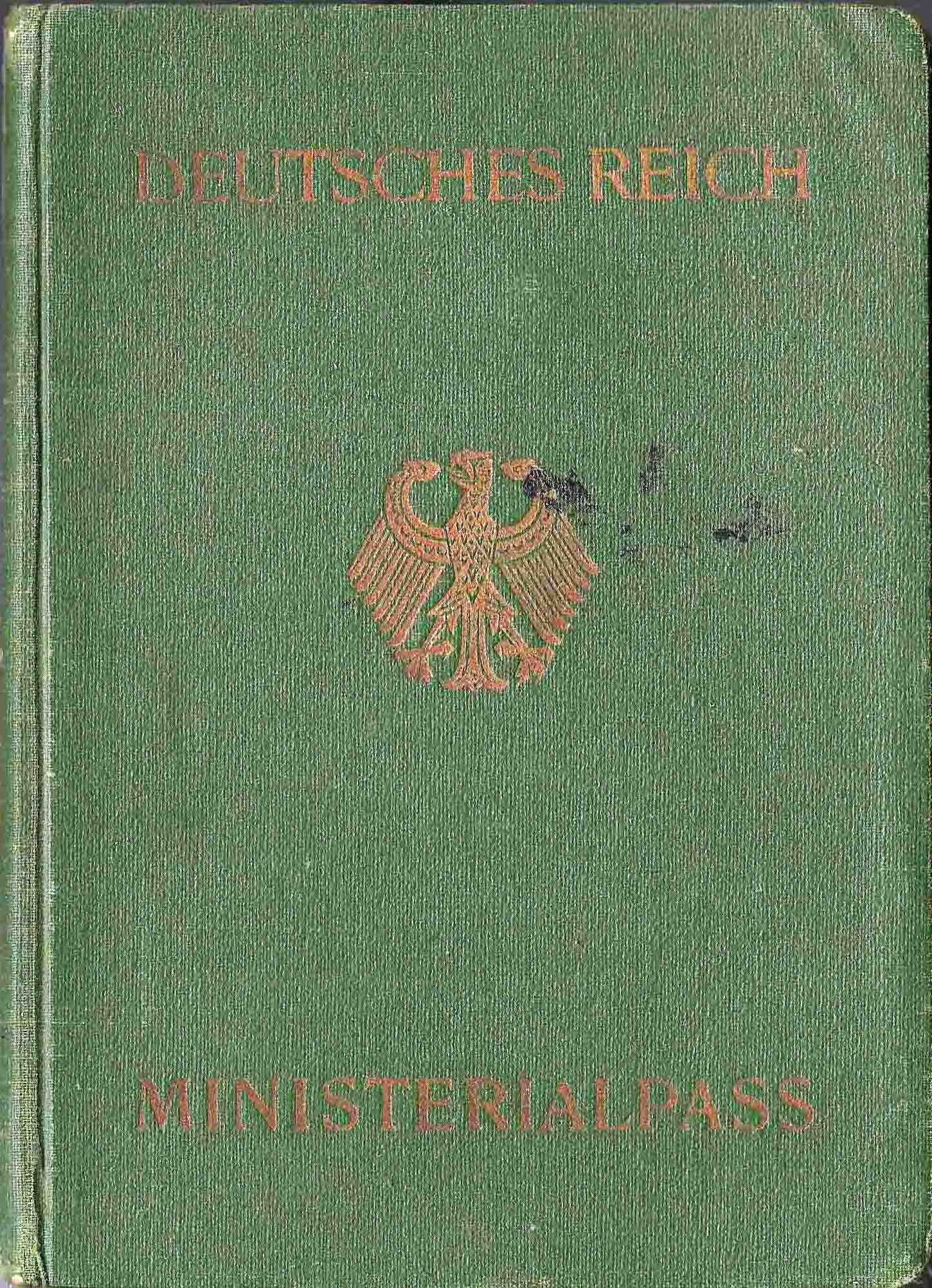
1927年按照《護照條例》發行的德國公務護照
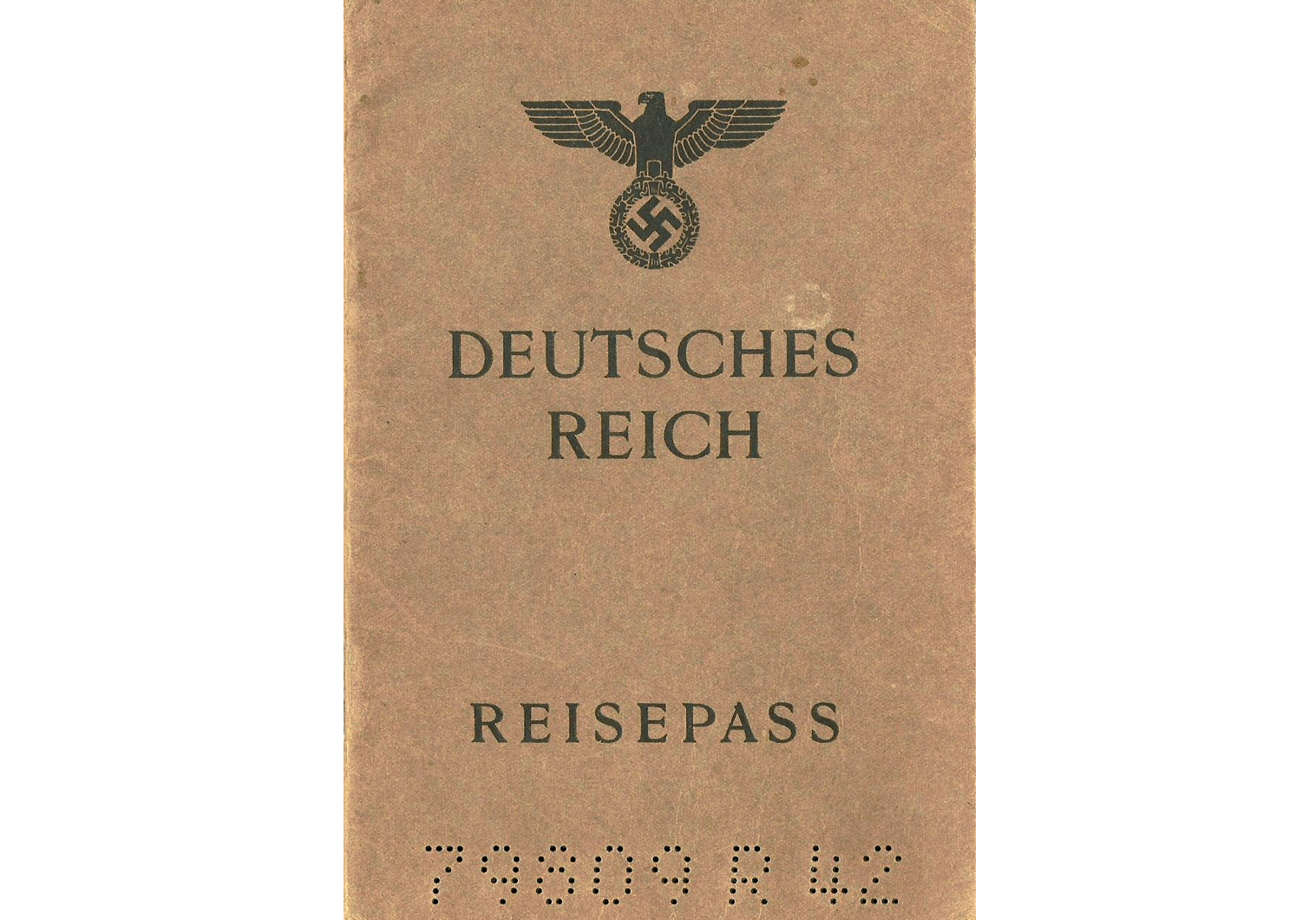
納粹德國政府發行的普通護照
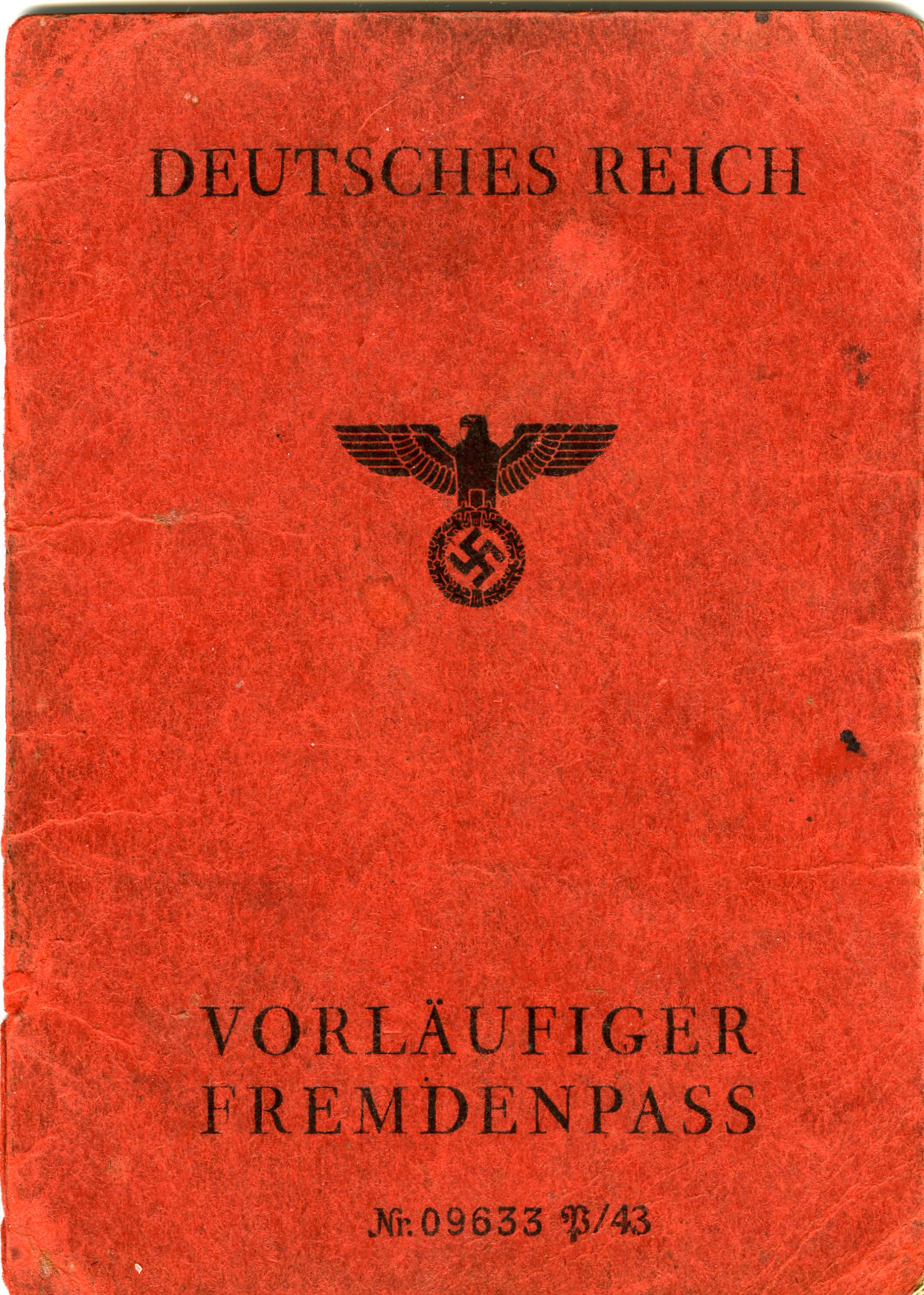
納粹德國於20世紀40年代發給外國人的外國人臨時護照
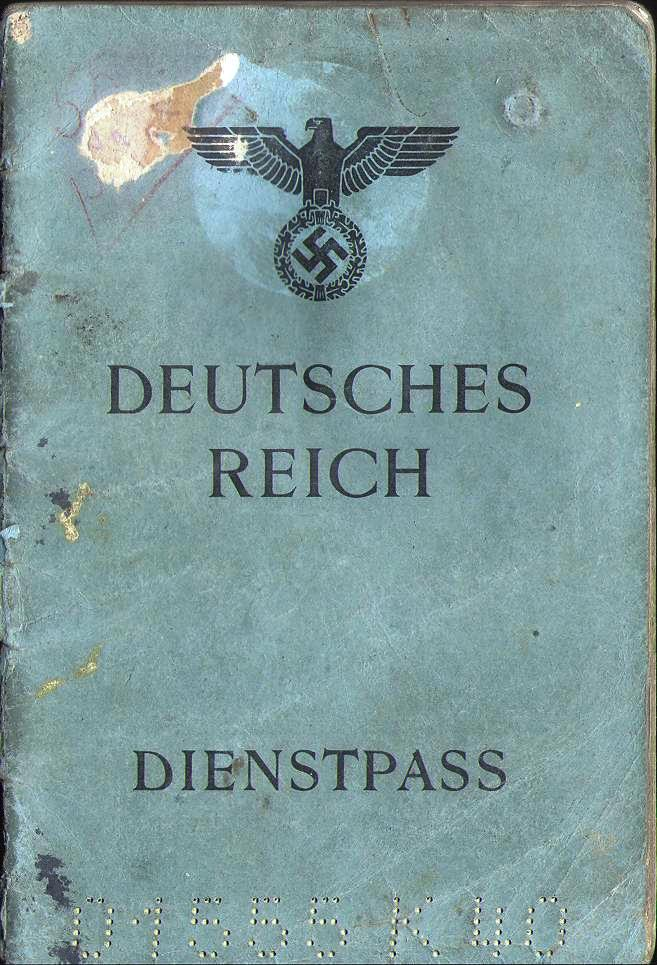
納粹德國在1944年發給的公務護照，供駐外官員使用

### 兩德分治
在第二次世界大戰後，由於德國為戰敗國，受制於盟軍軍事管治之下。因此，在1945-49年間，曾一度停發德國護照。
而現代德國護照的前身──西德護照於1949年開始發行。在發行初期，西德管治權仍在同盟國佔領軍手上，故西德護照曾一度由同盟國高級專員公署負責簽發。直至1950年元旦起至翌年2月1日，護照簽發權逐步移交予西德政府。但是，英、法、美三國仍保留權力，在必要時限制西德公民的出入境自由。
1952年，西德第一部《護照法》通過，取代《西德基本法》第124條成為西德護照的發行法源。
除此以外，由蘇聯主導下成立的東德政府，亦相應發行了東德護照。
自1988年元旦起，西德開始按歐洲各共同體標準，發行新版西德護照。

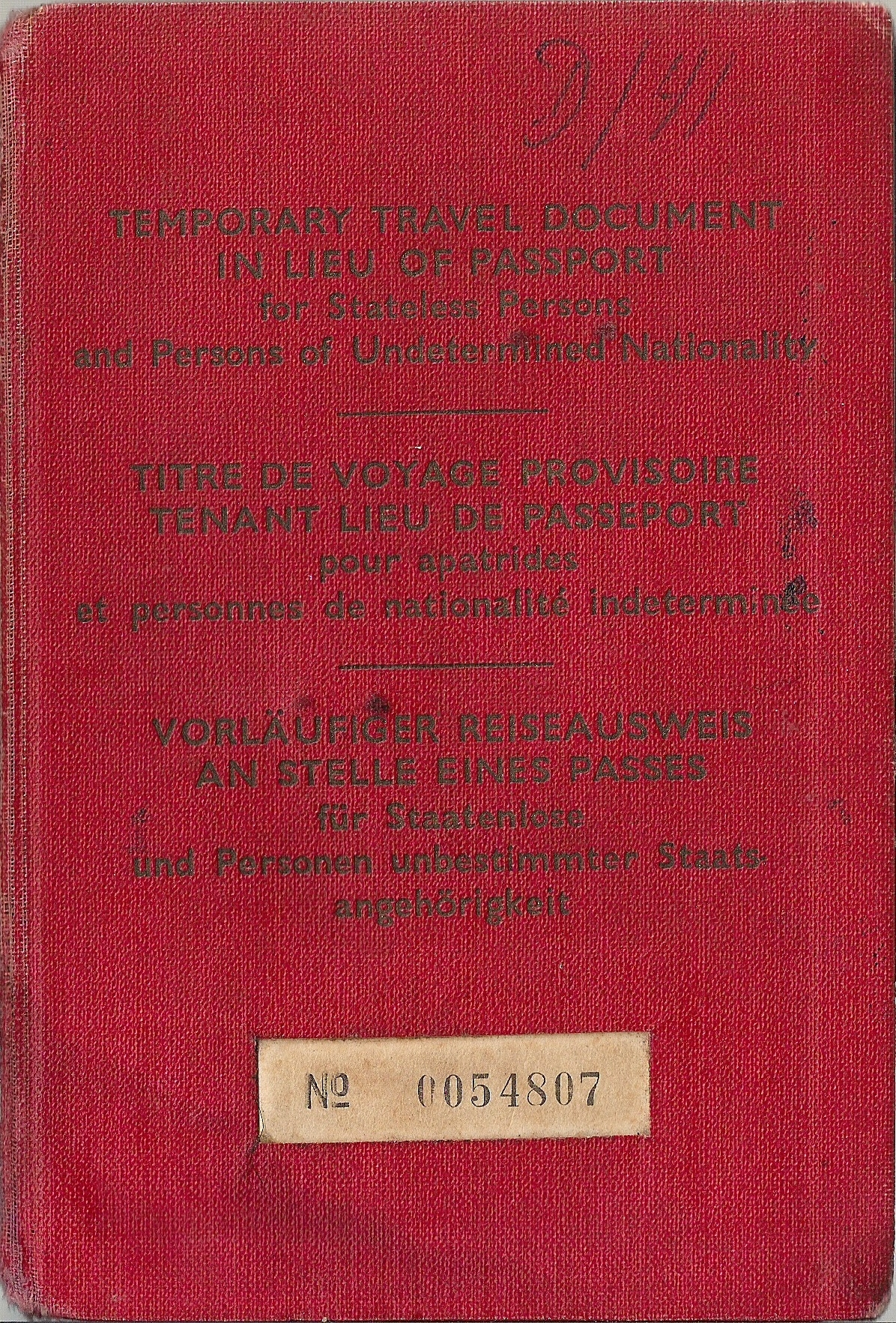
1950年，由同盟國政府於德國領土上為無國籍人士簽發的德國臨時護照。
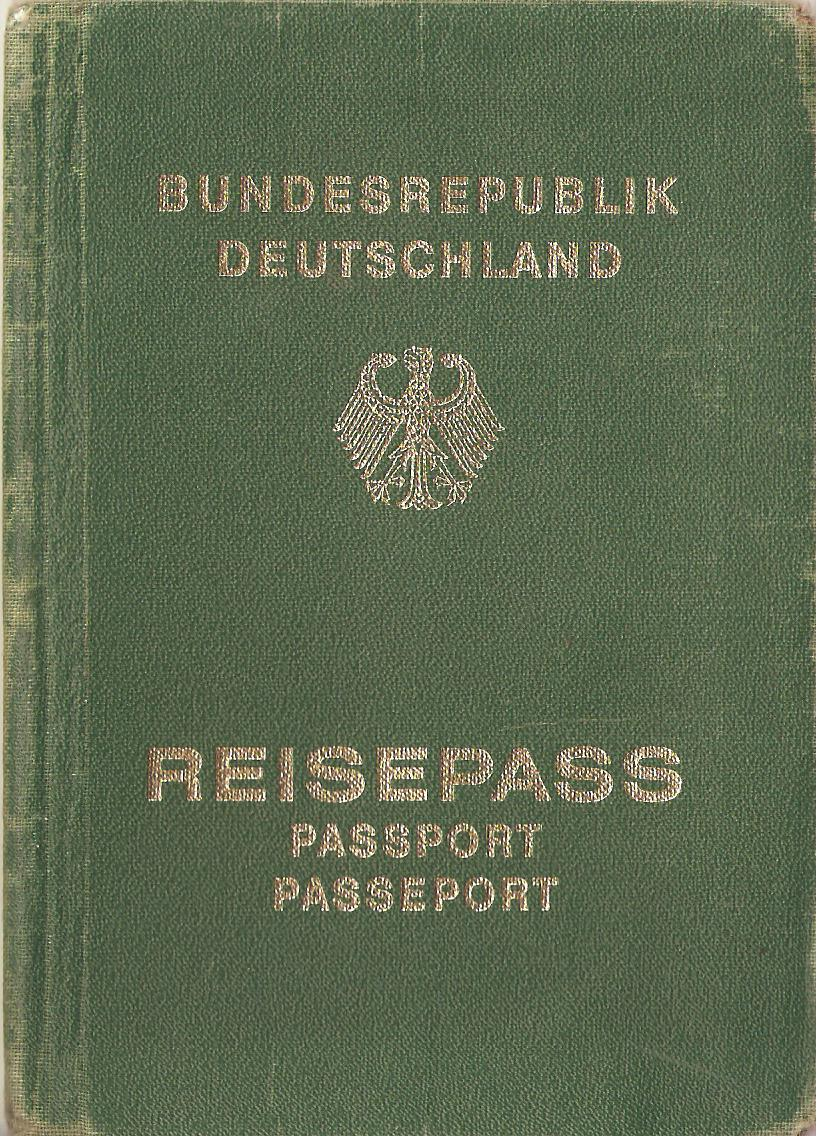
1982年發行的西德普通護照
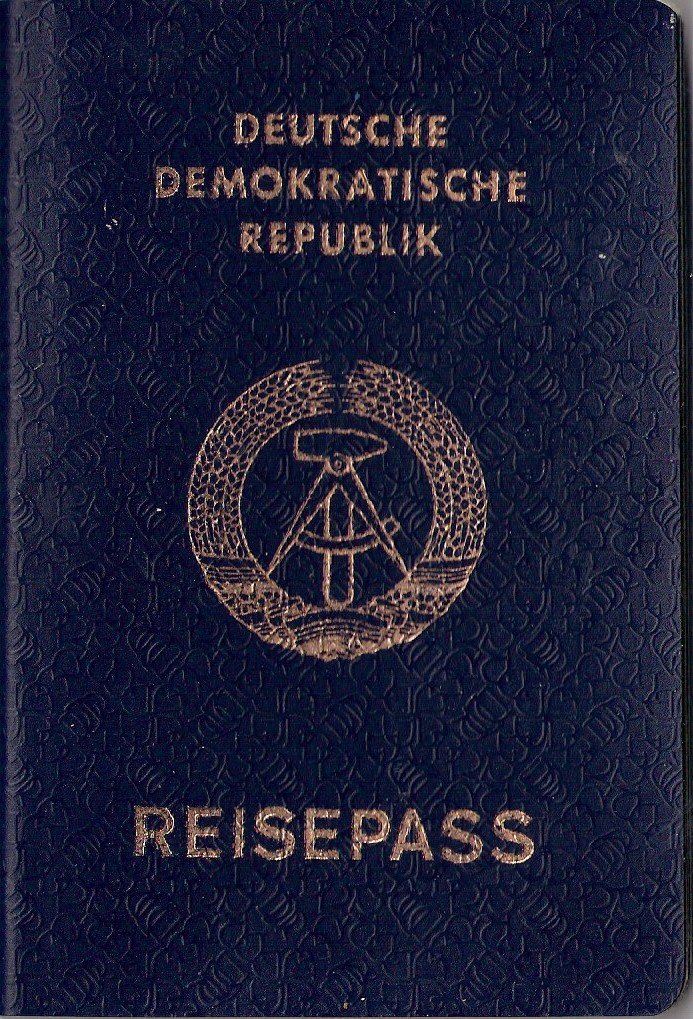
1990年前發行的東德護照

### 兩德統一後
1990年兩德統一後，西德護照的核發範圍擴大至全德國，成為現今的德國護照，同時按照《最終解決德國問題條約》，收回同盟國對出入境管理的特殊權限。然而，為免造成不便，《德國統一條約》列明原來的東德護照仍可繼續使用至1995年12月31日或原效期屆滿為止（以較早日期為準）。
在2005年11月，德國政府首次發行生物特徵護照，以適應不斷提升的保安要求。
目前簽發的德國護照於2017年起發行，為該國的第三代生物特徵護照。

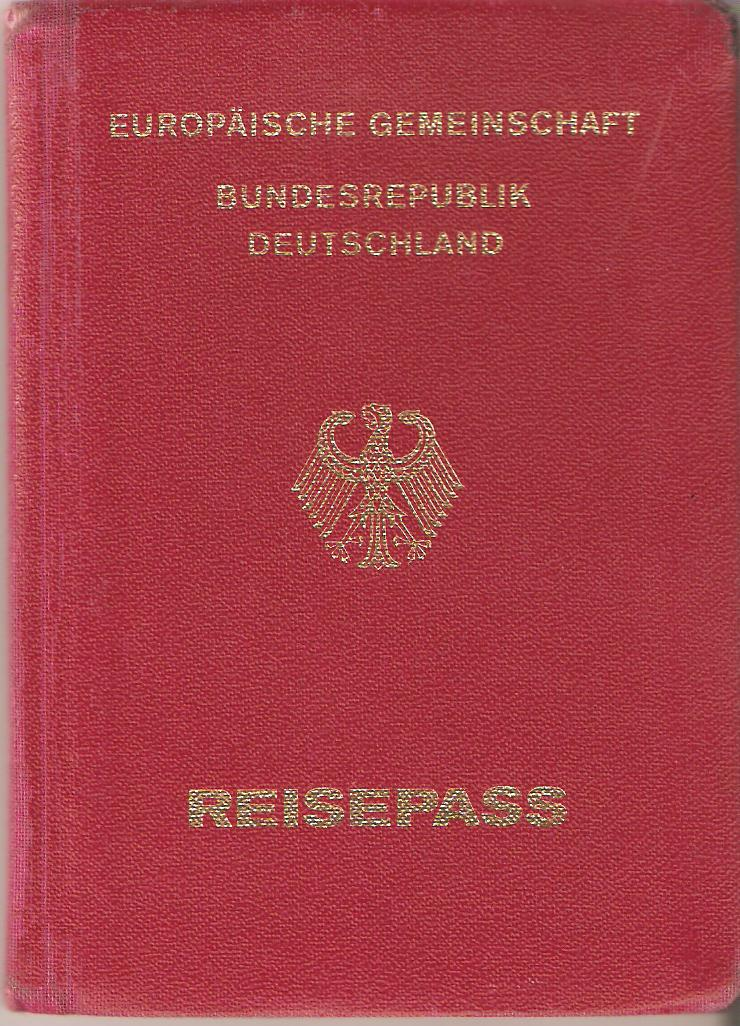
1998年發行的德國可機讀護照，國名上方仍標註為「歐洲共同體」
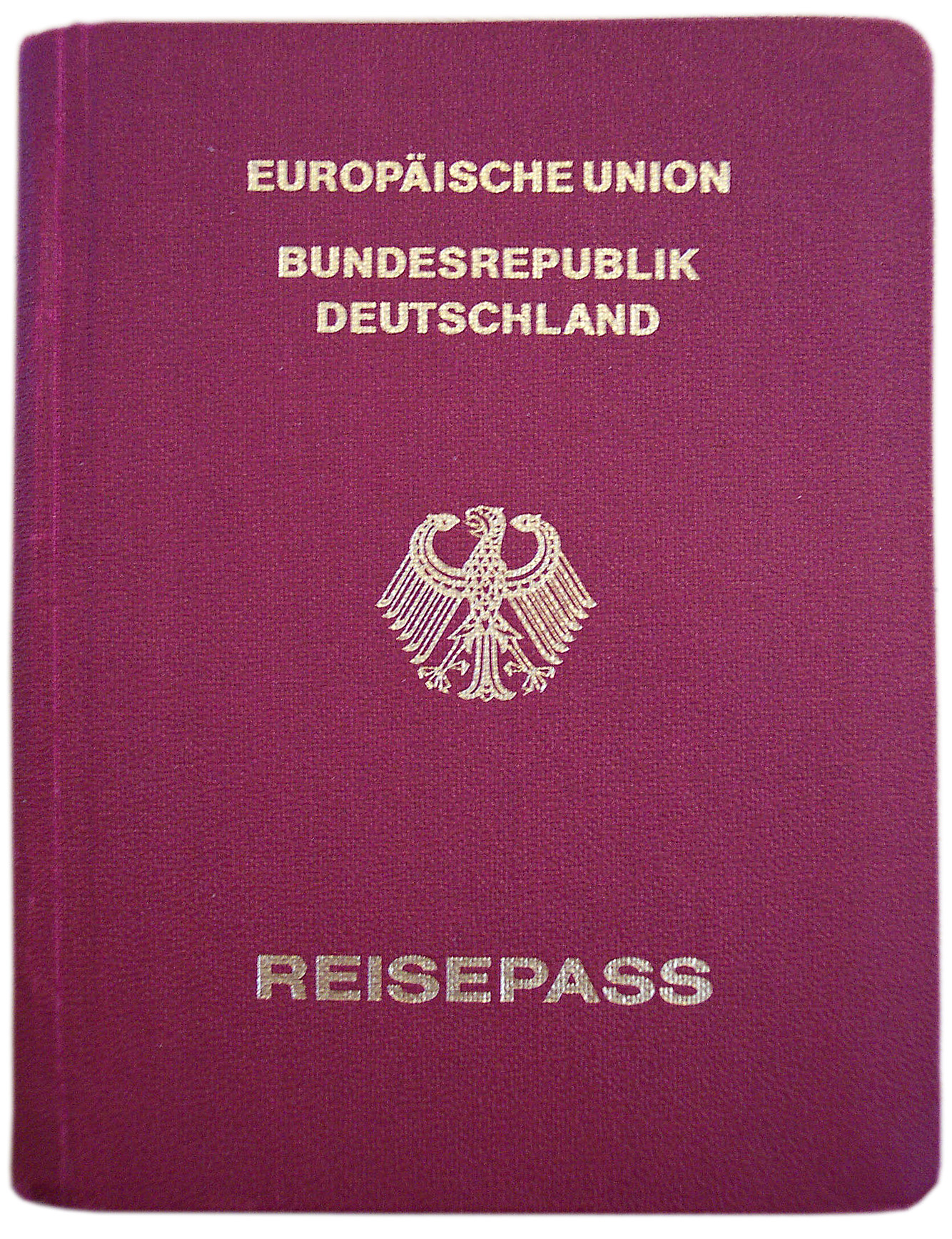
2000年版德國可機讀護照，國名上方改為標註「歐洲聯盟」
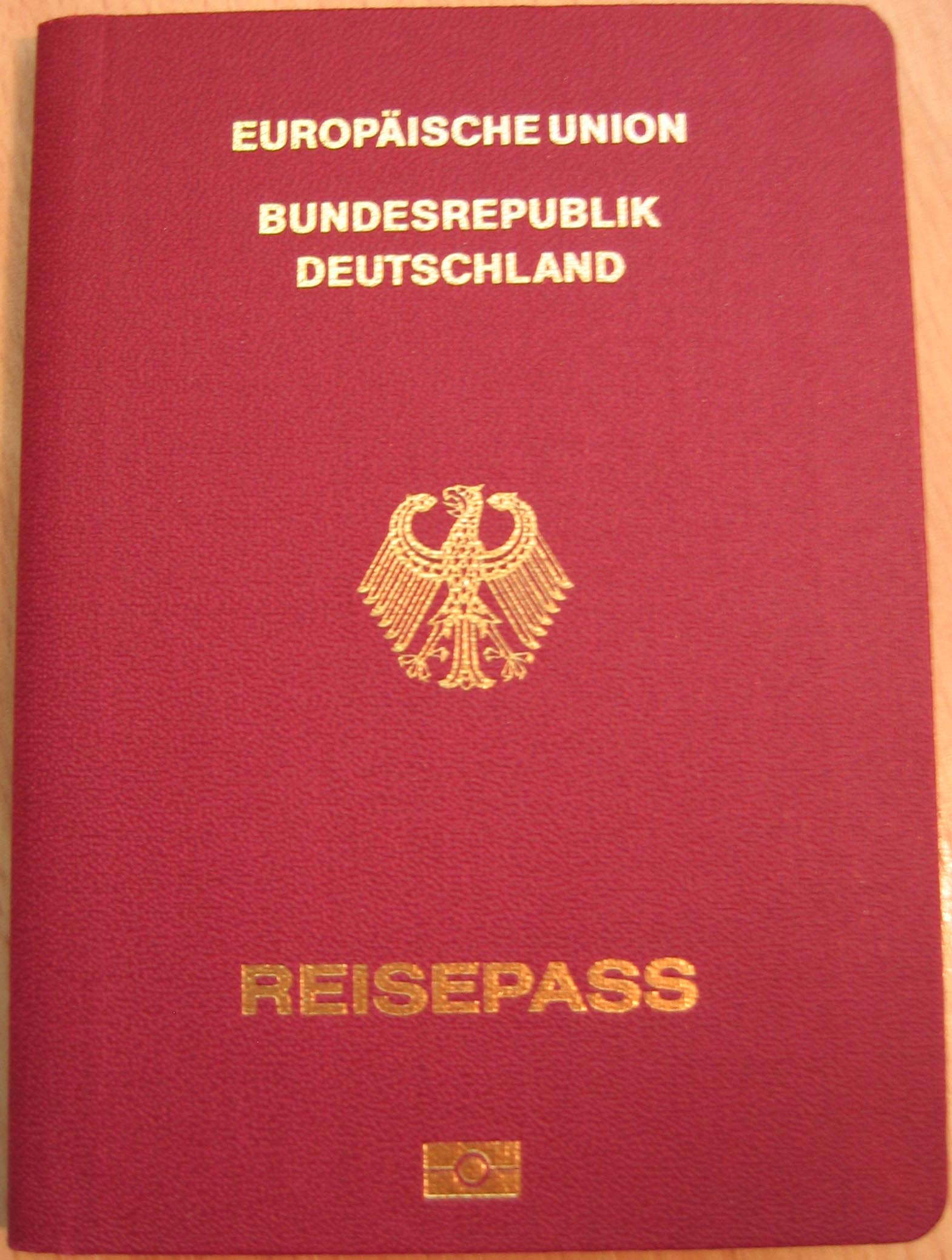
2005年版德國生物特徵護照
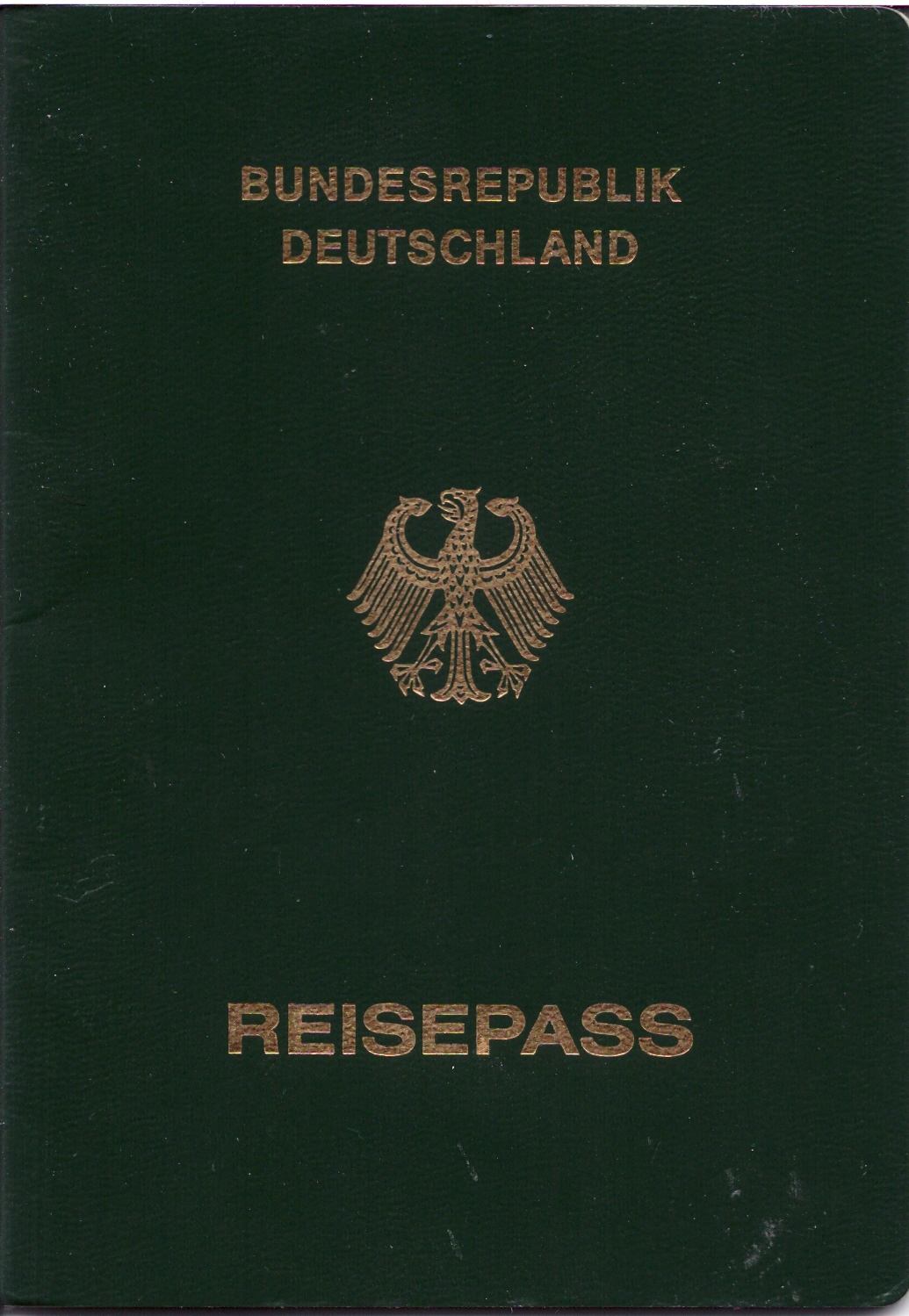
特殊情況下簽發的臨時護照
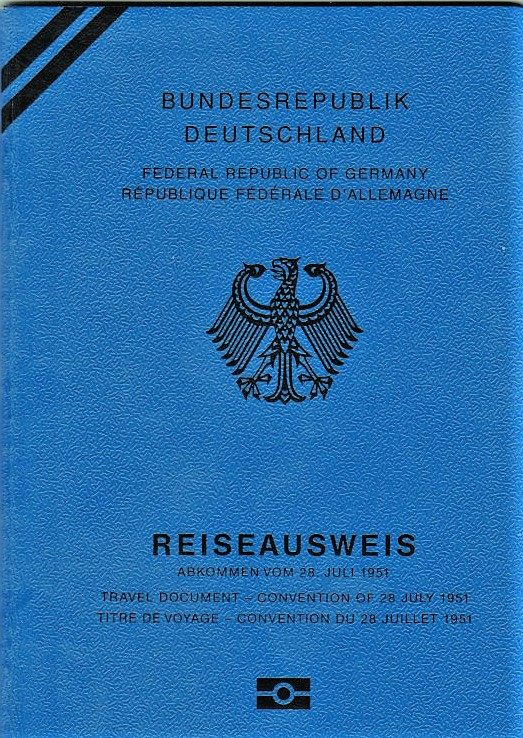
2017年德國簽發的難民公約旅行護照
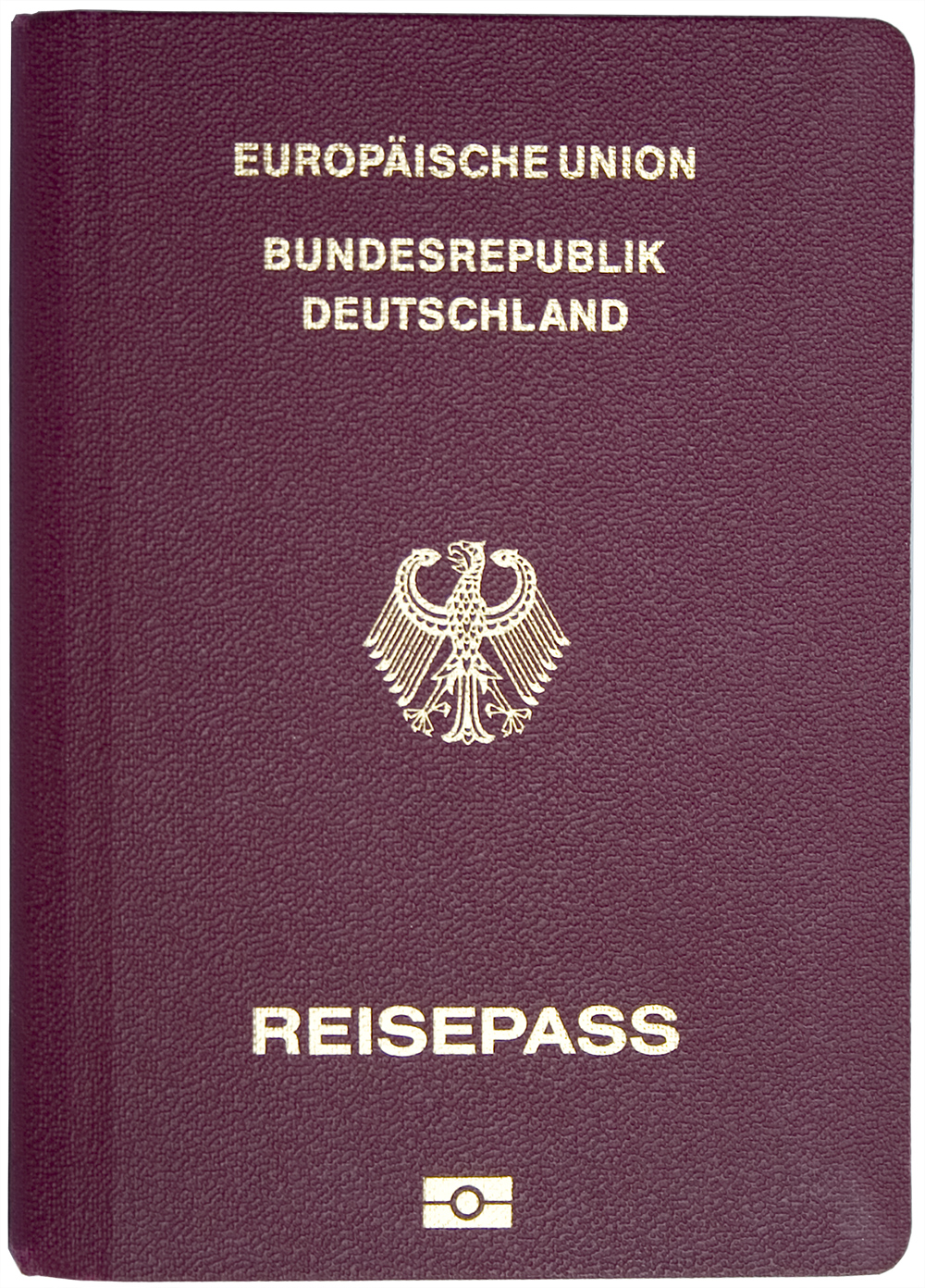
2005 年至 2017 年簽發的生物特徵護照

## 護照簽發法源
基於《德國基本法》第116條第1段，德國聯邦政府有權發行護照。至於發行的具體規定，則遵照《護照法》的內容而定。

## 護照樣式和印製工藝
現行德國護照紙張尺寸為B7（ISO 7810 ID-3, 88 mm × 125 mm），並分為32頁及48頁兩種。護照封面顏色為勃艮第酒紅色，並印有燙金的「歐洲聯盟」字樣、國名、國徽及「護照」字樣（“护照”字样以德文、英文与法文標註，其余字样仅以德文标注）。在2017年前，德國護照封面採用精裝硬套函，與其他歐盟國家不同。2017年後的第三代德國護照則採用與一般國家相同的軟性材質。

### 個人資料頁
持照人的資料及相片，使用激光刻蝕技術刻寫在個人資料頁上。個人資料頁採用可機讀形式，護照機讀區設在個人資料頁下方。個人資料頁各欄目均以德、英、法三種語文標註，並按以下填寫方式列出：
- 「Typ／Type／Type」（證件類型）：「P」（預印字樣，代表護照）、「Kode／Code／Code」（簽發國代號）：「D」（預印字樣，代表德國）及「Pass Nr.／Passport No.／Passeport No.」（護照編號）
- 「Name／Surname／Nom」（姓）、「Geburtsname／Name at birth／Nom de naissance」（婚前姓氏，如適用）、「Vornamen／Given names／Prenoms」（名）（由上至下分行列出）
- 「Geburtstag／Date of birth／Date de naissance」（出生日期），按：日、月、年（日期及月份為2位數，而年份為4位數）
- 「Geschlecht／Sex／Sexe」（性別）：使用縮寫，男為「M」，女為「F」
- 「Staatsangehorigkeit／Nationality／Nationalité」：「Deutsch」（預印字樣）
- 「Geburtsort／Place of Birth／Lieu de naissance」（出生地點）
- 「Ausstellungsdatum／Date of issue／Date de délivrance」（簽發日期）和「Gültig bis／Date of expiry／Date d' expiration」（有效期至）兩項，與出生日期格式相同
- 「Behörde／Authority／Autorité」（簽發機關）：「STADT」（即城市，如「STADT BERLIN」代表護照由柏林人事登記處簽發）

在個人資料頁底部，亦附有保險窗及持證人全息照片。
而在個人資料頁背面，則附有保安線，並印有以歐盟各成員國語文印刷的「歐洲聯盟」、「德意志聯邦共和國」及「護照」字樣。

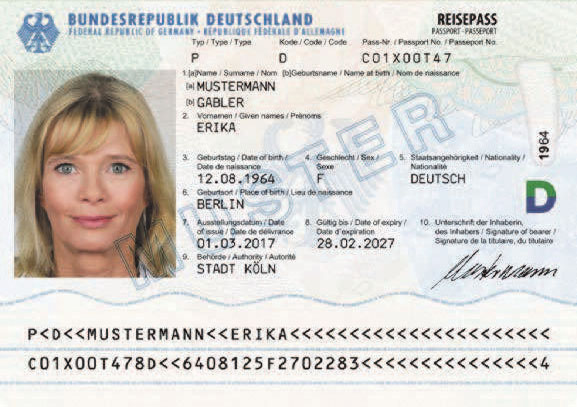
2017年版德國護照個人資料頁背面
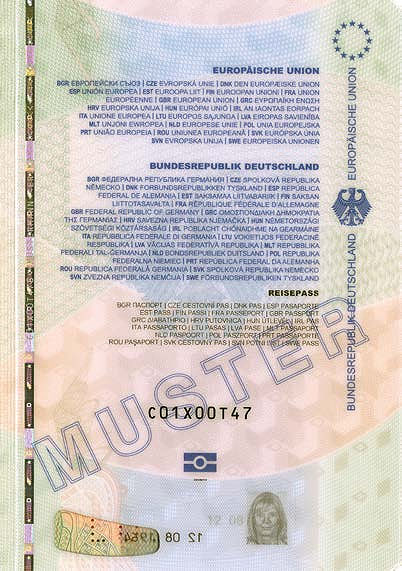
2017年版德國護照個人資料頁背面

### 封面內頁及封底內頁
在現行的德國護照封面內頁，底部印有布蘭登堡門的圖樣，而該頁內容為空白。而在封底內頁，則附有非接觸式晶片，而上方印有說明，指出護照含有晶片，應妥善保存，以免損壞。而在下方，則印有「此護照屬於德意志聯邦共和國財產」字樣，以及德國聯邦印鈔公司標誌連印刷年月（例如03/17，代表護照在2017年3月印刷）。

### 簽證頁
現行護照的簽證頁，其主題圖案為德國國徽聯邦之鷹。此外，簽證頁亦附有由國徽與歐盟標誌結合而成的水印，以及布蘭登堡門的紫外螢光圖樣。

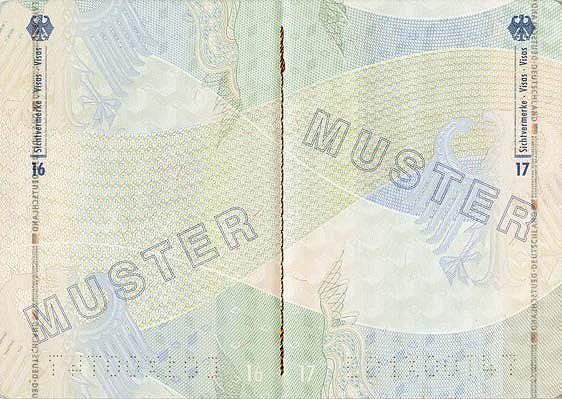
2017年版德國護照簽證頁

## 護照類別
根據現行《護照法》第1（2）條，德國護照分為以下類別：
- 普通護照（酒紅色）
  - 兒童護照（不具晶片，僅具6年有效期）
- 公務護照（紅色）
  - 臨時公務護照
- 外交護照（黑色）
  - 臨時外交護照

## 申請過程及收費
所有具德國公民權的人士，均合資格申領德国护照。申請人需親身前往各地的人事登記處，或德國駐外機構辦理申請手續，並按程序提交個人資料。
按照《護照法》第11條規定，現行辦證費用為€60（24歲及以上人士，32頁）、€82（24歲及以上人士，48頁）及€37.50（23歲及以下人士）。

## 兩德統一後發行版本
自兩德統一以來，德國護照歷經8個版本。8個版本的封面設計大致相同，且按歐盟護照的統一標準設計。然而，各版本的內頁設計、防偽特徵，有著不同程度的差異。至於已簽發之較舊版本護照，可一直使用至有效期滿為止。

### 1988年版護照
- 首次遵循歐盟護照的統一標準，並為可機讀護照；
- 持證人相片為黑白[17]；
- 內頁的國徽為粉紅色，並附有國徽水印[18]；
- 成人護照（26歲以上）有效期為10年，而25歲或以下人士的兒童護照有效期為5年；
- 自1990年10月3日起，原東德居民亦合資格獲核發此等護照。

### 1997年版護照

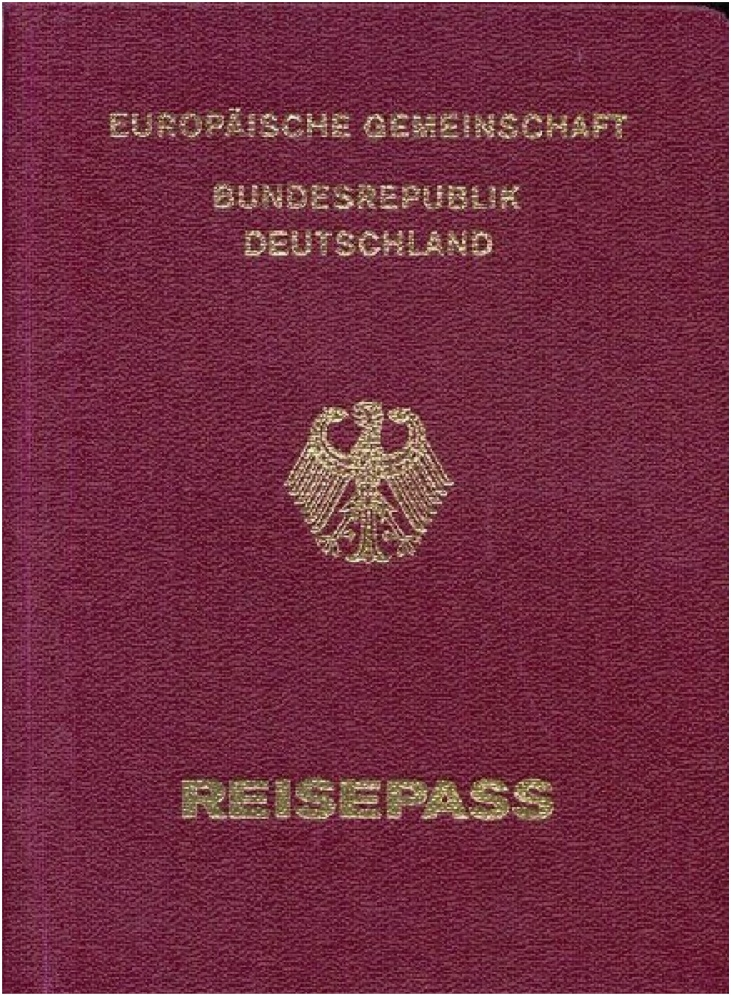
1997年版德國護照封面

自1997年4月1日起，1997年版護照開始簽發。此版本亦是德國統一後，首個發行的全新護照版本。設計上大致與1988年版相同，但持證人相片改為彩色。

### 2000年版護照
2000年8月1日，2000年版護照開始簽發。設計上與1997年版護照相同，但個人資料頁加上了一個用途不明的四位號碼。此外，封面上「歐洲共同體」字樣亦改為「歐洲聯盟」。此版本護照僅發行了一年多，即被下一個版本取代，是1990年以來發行時間最短的德國護照。

### 2001年版護照
2001年11月15日，2001年版護照開始簽發。相較上一個版本，個人資料頁加上了紫外螢光國徽圖案，而四位號碼再次被刪除。此外，相片背景改為藍色。

### 2004年版護照
2004年元旦，德國開始簽發其第一款生物特徵護照，以取代2001年版護照。除了加入晶片外，簽證頁上亦首次加入紫外螢光圖案，該圖案由國徽與歐盟標誌組成，形成S字。

### 2005年版護照
2005年11月，德國的第一代生物特徵護照略作改版，成為2005年版護照（即第一代半生物特徵護照）。除了證件相片背景顏色改回以往的白色外，變化不大。

### 2007年版護照

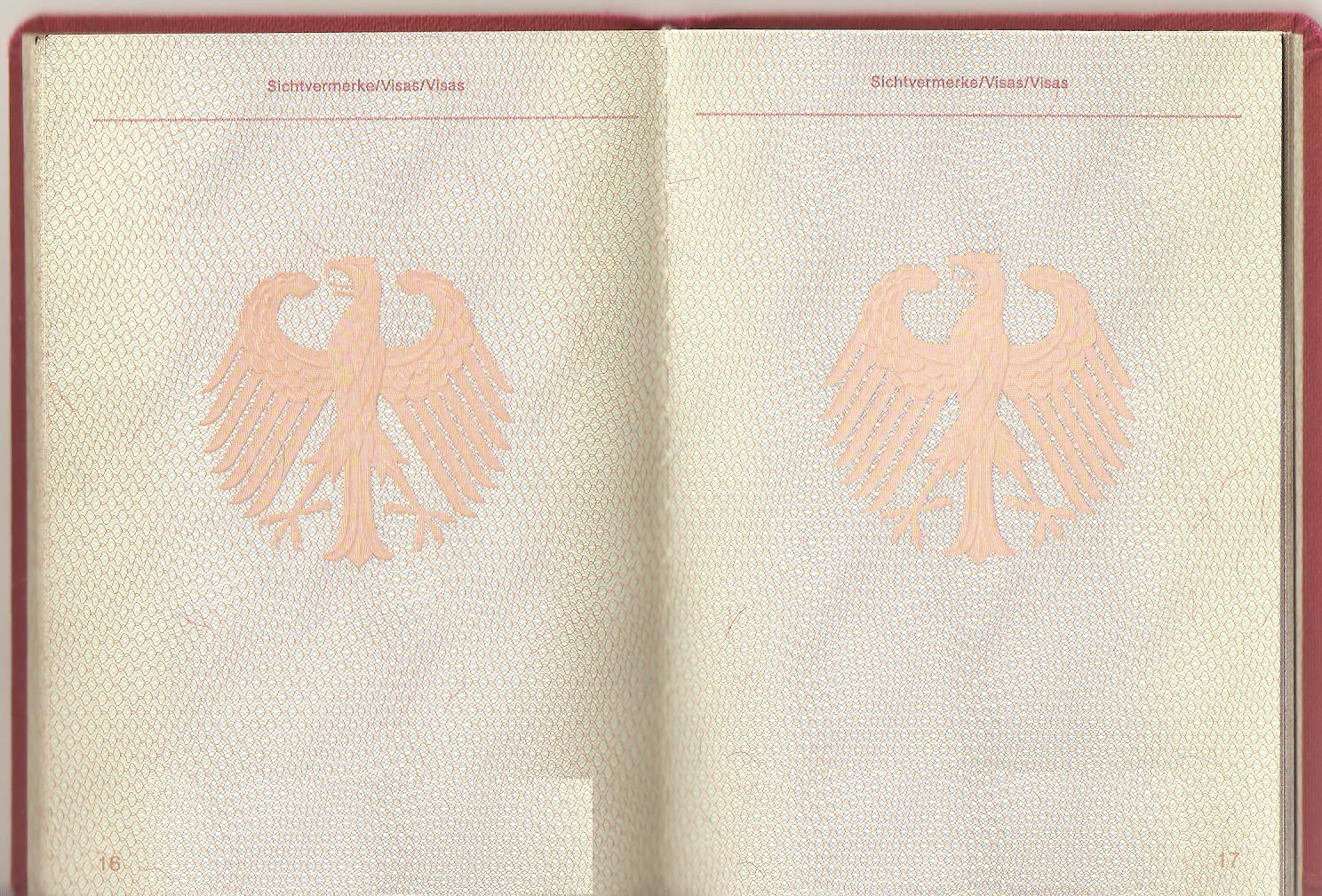
2007年版護照內頁

在2007年11月，德國發行第二代生物特徵護照。雖然設計與第一代及第一代半德國生物特徵護照相若，但護照編號不再單純由九位數字組成，而是按「一位字母+兩位數字+一位字母+四位數字+一位字母」格式編配。此外，成年定義由26歲下調至23歲，而23歲以下人士護照有效期則延長至6年。

### 2017年版護照
2017年，德國發行了第三代生物特徵護照。而在設計方面，2017年版護照較以往的七個版本有著極大分別，包括：
- 內頁顏色改以米黃、綠、藍三色為主，而中央不再有國徽；
- 簽證頁的防偽螢光圖案，由國徽與歐盟標誌，改為投射了德國國旗影像的布蘭登堡門；
- 持證人無需再在個人資料頁上簽署；
- 頁數及內容標註改設於頁面左/右上角。

## 簽證待遇
根据2025年1月8日发布的亨利护照指数，德国护照可免签证、落地签证或电子签证入境192个国家和地区，位居世界第3，与芬兰、法国、意大利、韩国、西班牙护照并列。

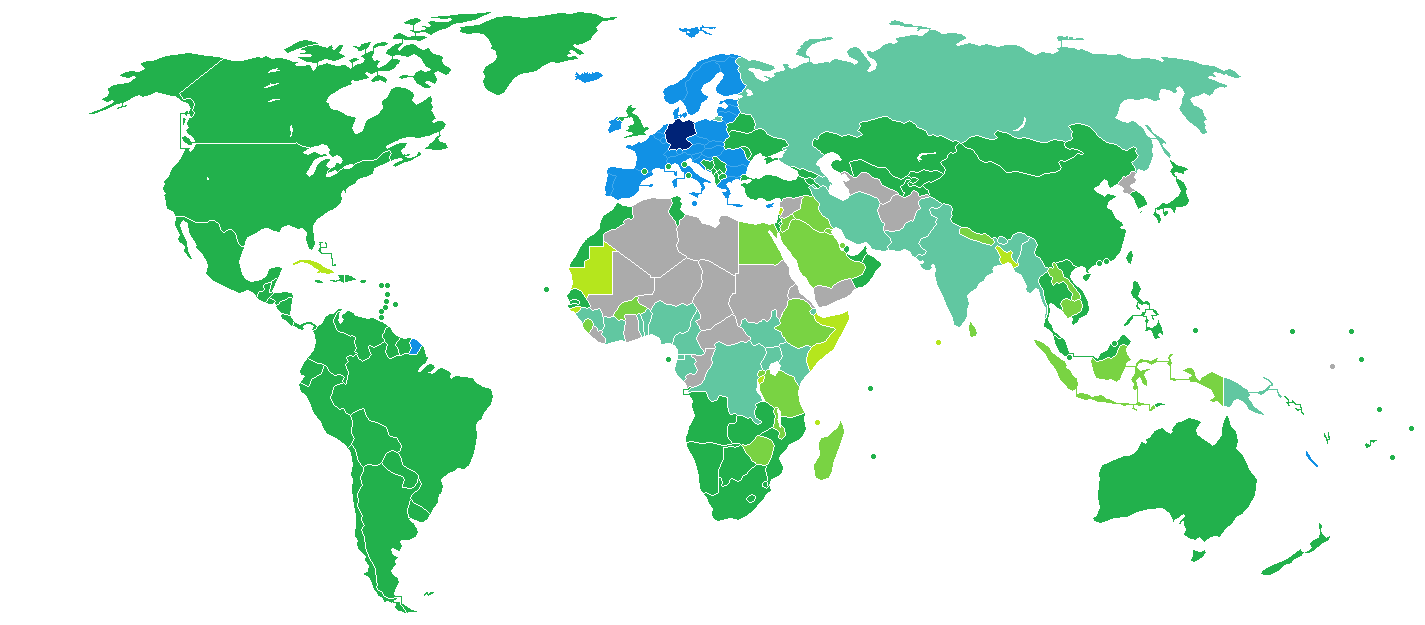
德國公民在世界各地的簽證要求
德國
可自由遷徙
免簽證
落地簽證
電子簽證
電子或落地簽證
需預先辦理簽證